# Tina Mihelić
Tina Mihelić (ur. 30 grudnia 1988 w Rijece) – chorwacka żeglarka sportowa, uczestniczka igrzysk olimpijskich w Londynie i Rio de Janeiro. Bierze udział w klasie Laser Radial.

## Igrzyska olimpijskie
W Londynie, w klasie Laser Radial, zdobyła 148 punktów, co uplasowało ją na 17. miejscu w tabeli. Podczas igrzysk w Rio zdobyła 124 punkty, co dało jej 13. pozycję w końcowej klasyfikacji.